# 普拉斯托 (新罕布什爾州)
普拉斯托（英語：Plaistow）是一個位於美國新罕布什爾州羅京安縣的鎮。

## 人口
根據2020年美國人口普查的數據，普拉斯托的面積為27.45平方千米，當中陸地面積為27.43平方千米，而水域面積為0.02平方千米。當地共有人口7830人，而人口密度為每平方千米285人。